# DHRSX
DHRSX (англ. Dehydrogenase/reductase X-linked) — білок, який кодується однойменним геном, розташованим у людей на X-хромосомі. Довжина поліпептидного ланцюга білка становить 330 амінокислот, а молекулярна маса — 36 443.
| 10         |  | 20         |  | 30         |  | 40         |  | 50         |
| ---------- |  | ---------- |  | ---------- |  | ---------- |  | ---------- |
| MSPLSAARAA |  | LRVYAVGAAV |  | ILAQLLRRCR |  | GGFLEPVFPP |  | RPDRVAIVTG |
| GTDGIGYSTA |  | KHLARLGMHV |  | IIAGNNDSKA |  | KQVVSKIKEE |  | TLNDKVEFLY |
| CDLASMTSIR |  | QFVQKFKMKK |  | IPLHVLINNA |  | GVMMVPQRKT |  | RDGFEEHFGL |
| NYLGHFLLTN |  | LLLDTLKESG |  | SPGHSARVVT |  | VSSATHYVAE |  | LNMDDLQSSA |
| CYSPHAAYAQ |  | SKLALVLFTY |  | HLQRLLAAEG |  | SHVTANVVDP |  | GVVNTDVYKH |
| VFWATRLAKK |  | LLGWLLFKTP |  | DEGAWTSIYA |  | AVTPELEGVG |  | GHYLYNEKET |
| KSLHVTYNQK |  | LQQQLWSKSC |  | EMTGVLDVTL |  |            |  |            |

A: Аланін

C: Цистеїн

D: Аспарагінова кислота

E: Глутамінова кислота

F: Фенілаланін

G: Гліцин

H: Гістидин

I: Ізолейцин

K: Лізин

L: Лейцин

M: Метіонін

N: Аспарагін

P: Пролін

Q: Глутамін

R: Аргінін

S: Серин

T: Треонін

V: Валін

W: Триптофан

Кодований геном білок за функцією належить до оксидоредуктаз. 
Секретований назовні.